# ライオンブックス
ライオンブックス（LION BOOKS）は、手塚治虫により集英社から発表された一連の短編作品群（オムニバス）を言う。1956年から1957年にかけ、集英社の月刊『おもしろブック』の付録冊子として発行されたものと、1971年から1973年にかけて同じ集英社の『週刊少年ジャンプ』に掲載されたものの2種類が存在している。

## 概要
ライオンブックスの第1弾は1956年、集英社の漫画編集者である長野規の企画でスタートした。当時としてはかなり先進的なSF要素を取り入れた意欲作であるが、まだSFという用語すら定着していなかったことと、『鉄腕アトム』のように科学技術の明るい側面だけを描くのではなく、それによってもたらされる負の側面や人類への警鐘などを含めた高尚な内容であったために、あまり人気が出ず途中からSF色の薄い作品も描かれるようになり、最終的には全12話で打ち切りとなった。しかしながら、のちのSFに与えた影響は大きく、多くのSF作家がライオンブックスから影響を受けたことを公言している。
1971年に、長野からライオンブックス再開の提案があり、月1回のペースで『週刊少年ジャンプ』に掲載された。「安達が原」のような優れたSF作品がある一方で、「ブタのヘソのセレナーデ」に代表されるようなナンセンス・ギャグ的な作品も含まれており、全体に統一性を欠いている。連載当時、手塚は経営の傾いた虫プロの対処に追われており、漫画に集中して取り組むことができなかったのではないかと、二階堂黎人は指摘している。

## 各作品詳細

### おもしろブック版

#### 来るべき人類
- 『おもしろブック』1956年8月号付録
- 19XX年、○○国は日本アルプス上空で新型兵器42・GAMIの実験を行った。その結果、世界中に放射性物質がばらまかれ、放射線による白血球の減少のため、地球にいる人類は廃人同様となってしまった。地球人のなかで唯一難を逃れたのは、日本の第一次金星探検隊だけであった。5年後、金星探検隊は地球に帰還するが、隊長の草津（演：ウイスキー）は地球の惨状を見て、地球を見捨て金星への移住を決意する。しかし、草津の息子のヨシ男はそれに反発し、地球を救おうと奔走する。一方、黒田隊員（演：ヒゲオヤジ）は安来隊員（演：ハム・エッグ）にそそのかされ、42・GAMIの秘密工場の元主任、アセチレン・ランプと手を組んで、地球征服をもくろむ。

#### くろい宇宙線
- 『おもしろブック』1956年9月号付録
- かつて非人道的な実験を行った罪で火星に追放されたドリアン・グレイ博士が、30年ぶりに地球に戻ってきた。その直後から、奇妙な殺人事件が多発する。犯行は放射線によるものであり、犯行現場では、ひげもじゃで黒いダブルを着た男が目撃されていた。かつてドリアン博士の僚友であった宇奈月博士の甥・ボン太郎は、「黒い放射線事件」の究明に奔走する。
- 1958年に鈴木出版『手塚治虫漫画選集』第3巻に再録された際に「黒い宇宙線」と改題されたが、1983年に『手塚治虫漫画全集』MT276に再録された際に元の題名に戻されている。なお、初出時には、事件解決後、大スクープを物にした新聞記者のシブ皮とアマ栗（演：チックとタック）が新雑誌の編集長に抜擢され、服装がみすぼらしいので黒いダブルの服を勧められてひっくりかえる、というオチがついていたが、講談社全集版で削除された[4]。
- 『鉄腕アトム (アニメ第1作)』第31話「黒い宇宙線」（1963年7月30日放送）は、本作をもとに『鉄腕アトム』の1エピソードとしてアレンジしたものである[5]。

#### 宇宙空港
- 『おもしろブック』1956年10月号・11月号付録（後半は初出時「オリオン137星」）
- 宇宙空港にギャング「宇宙トカゲ」が逃げ込んだ。金星行きを控えた留学生・エリックと、兄を宇宙トカゲに殺された鳴門うしおは、宇宙トカゲと、彼をかくまうホテルの支配人アセチレン・ランプと対決する。

#### 緑の猫
- 『おもしろブック』1956年12月号付録
- アメリカで洗濯物屋をしていた伴俊作は、ギャングの襲撃で親友の由志を失う。失意の伴は店をたたみ、由志の遺児である三吾を連れて日本への帰路についた。車を走らせる伴のもとに、いきなり空飛ぶ円盤が飛来する。後部座席を見やると、三吾の隣にいつの間にやら緑色の猫が現れていた。緑の猫は三吾になついていたので、そのまま連れていたが、日本に渡る船上で緑の猫と三吾が行方不明になってしまう。数十年後、私立探偵となった伴のもとに、三吾がパリの暗黒街で暗躍しているという噂を耳にする。

#### 恐怖山脈
- 『おもしろブック』1957年1月号付録
- 東京の大学で地質学を学んだ大垣龍太が、8年ぶりに故郷の村に戻ってきた。村の占い師であるお千ばあさんは、地震の予言を必ず的中させることで知られていた。龍三はお千から地震予知の秘密を聞き出そうとする。一方、村長には、かつてお千の予言で地震が起きることを知りながら、龍太の父・龍三を山に登らせて謀殺した、という過去があった。村長は龍太が復讐に戻ってきたのではないかとおびえ始める。
- 「恐怖山脈」「双生児殺人事件」「狂った国境」の3作は、初出時は青年地質学者の大垣龍太を主人公とした「地球劇場」シリーズとして扱われていた[6]。

#### 双生児殺人事件
- 『おもしろブック』1957年2月号付録
- 地震研究所に通勤する大垣龍太が下宿するアパート「トワキ荘」（トキワ荘のもじり）で、かつて世界的に知られた天才外科医であった小野寺博士が、密室状態で何者かに射殺される。
- 題名は「ふたごさつじんじけん」と読む。かなりの部分が代筆であり、手塚の生前には単行本に再録されず、2008年、小学館クリエイティブの復刻名作漫画シリーズ『おもしろブック版 ライオンブックス』に初めて再録された（ただし、それ以前にもファンクラブの会誌に再録されたことはある）。野口文雄は、男であるはずの犯人が女言葉を使う不自然な場面があるが、作中でそのことについて何の説明もなされないことから、真犯人は男装した女性という設定で描き出したが、途中で作品を投げ出したために辻褄が合わなくなってしまったのではないか、と推測している[7]。

#### 狂った国境
- 『おもしろブック』1957年3月号付録
- 南極大陸のレッドベア国は、隣のブルジョイ国と対立しており、両国の国境は鉄条網で仕切られ、亡命者はその場で射殺されていた。ところが、大垣龍太による調査で、国境付近の町フロンテアが大きな氷の上に位置していることが判明する。村民を避難させるためには、国境を越えブルジョイ国側に向かわなければならない。

#### 複眼魔人
- 『おもしろブック』1957年4月号・5月号付録
- 大戦中、空襲による負傷で失明し、特殊な人工角膜を移植されたアー坊は、他人の発した言葉の真偽を見抜くことができるようになり、それに目をつけた特高警察（演：東南西北）と憲兵（演：ブク・ブック）によってスパイ狩りに利用される。終戦後、アー坊は口封じのため殺害されそうになったところを脱走、人里離れた山奥で暮らしていた。それから10年後、ハイキングで偶然アー坊と出会った少年たちは、彼が社会生活に戻れるように骨を折ってやろうとする。
- 当初はアー坊の能力は最後までそのままだったが、1958年の鈴木出版『手塚治虫漫画選集』版（第3巻『黒い宇宙線』所収）で、アー坊の目が元に戻る、という結末に変更された。講談社『手塚治虫漫画全集』版（MT276所収）では、結末は鈴木出版版と同じだが、さらに修正がなされている[8]。
- 作中、男装した女性スパイがストッキングを脱ぐシーンが性的であると問題視され、販売を止めた書店が相次いだ[9]。

#### 白骨船長
- 『おもしろブック』1957年6月号付録
- 舞台は21世紀のとある国。増えすぎた人口を減らすため、くじ引きで当たった子供を月の裏側に捨てる政策が行われていた。子供たちを月に送り出す船の船長は「白骨船長」と呼ばれ、血も涙もない人物として恐れられていた。しかしある日、白骨船長の息子がくじ引きに当たってしまう。

#### 荒野の弾痕
- 『おもしろブック』1957年7月号付録
- 南北戦争終結直後のアメリカ西部の町、ギャロップ・シティに、元南軍中尉ダッドレイ・ヘボー（演：モンスター）が帰ってきた。だが、ダッドレイは敗戦後、「ダッド・ザ・シャイロ」と名乗るギャングとなっていた。やがてダッドの部下ボリス（演：アセチレン・ランプ）が町に現れ、暴れはじめる。
- 初出時は結末が中途半端なところで終わっていたため、1958年に鈴木出版『手塚治虫漫画選集 第2巻 虹のとりで』に再録された際に、大幅に加筆されている[10]。

### 少年ジャンプ版

#### 安達が原
- 『週刊少年ジャンプ』1971年3月22日号所載

#### 白縫
- 『週刊少年ジャンプ』1971年4月22日号所載
- 伸二は学校の郷土研究で不知火を調べるために故郷を訪れたが、かつての砂浜は空港建設のために変わり果てた姿となっていた。伸二の兄は地元の顔役となり、開発事業に邁進していたが、そこに奇妙な少女が現れる。

#### ブタのヘソのセレナーデ
- 『週刊少年ジャンプ』1971年5月24日号所載
- 何をやってもパッとしないゴスケは、目立つためにビルからぶら下がろうとしたところ、間違えて縄を首に巻き付けてしまう。気絶したゴスケは、巴博士に助け上げられて、体内に原爆を埋め込まれる。慌てふためく人々を見て、ゴスケは有名になったと喜ぶが、やがてゴスケをめぐって争奪戦が繰り広げられる。

#### あかずの教室
- 『週刊少年ジャンプ』1971年6月21日号所載
- 浩一には弟のヒトシがいた。ヒトシが成長するにつれ、ヒトシの欲しいものがひとりでに飛んできたり、ヒトシが怒った時に石が降ってくることが多発する。それはヒトシの持つ超能力のためであると分かり、やがてヒトシは浩一と共通の恋人を巡って事件を起こす。

#### 百物語
- 『週刊少年ジャンプ』1971年7月26日号・8月23日号・9月27日号・10月25日号所載
- ゲーテの『ファウスト』を翻案したもの。元は『千夜一夜物語』、『クレオパトラ』に続く劇場用アニメとして企画された[11]。
- 勘定方・一塁半里はお家騒動に巻き込まれ、切腹を命じられる。理不尽を感じた半里は、屏風に描かれた鬼に魂を売ると呼びかけると、悪魔のスダマが現れ、三つ願いをかなえる代わりに魂をもらい受けるという。薬を飲んで別人となった半里は、不破臼人を名乗り、それまでとは全く別の人生を歩むうち、人生とは何たるかを知る。

#### モモンガのムサ
- 『週刊少年ジャンプ』1971年11月22日号所載
- ある林に千二百年の長命を保つクスノキがあった。そこに生まれたモモンガのムサは、両親に捨てられるもクスノキに助けられて成長する。やがてクスノキのボスとなったムサは、森の平穏を乱す一人の少年と対決する。
- アニメ『森の伝説』第一楽章の原作となった作品である[12]。

#### コラープス
- 『週刊少年ジャンプ』1971年12月27日号所載
- アノン城攻略に向かったリディア王国のニキアス将軍は、その途中サランの家に立ち寄り、姉ヘラを奴隷として連れ去る。家を燃やされ、復讐心に燃えるサランは、オーディンに祈りをささげる。すると、砂嵐がレミングのつがいを運んできた。サランにえさを与えられたレミングは、すさまじい勢いで増え、あらゆるものを吞み込んでゆく。

#### 月と狼たち
- 『週刊少年ジャンプ』1972年1月17日号所載
- ダスティン・ホフマンとスズキ・カツドンという二人のルンペンが、盗んだロケットで宇宙をさまよっていると、得体のしれない無人の宇宙船に出くわす。それに乗り移ると、突然宇宙船が二つに割れて、二人は離れ離れなってしまう。スズキが辿り着いた星には、自分が建てたいと思っていたものとそっくりの家があり、その中にはトカゲのような宇宙人がいた。その宇宙人が言うには、スズキの体を見込んで、スズキを「ムーンウルフ」という宇宙戦士として育て上げたいのだという。翌日からスズキは、「先生」のもとでムーンウルフになるための訓練を開始する。

#### おふくろの河
- 『週刊少年ジャンプ』1972年2月14日号所載
- 旅芸人の座長・市村洋子には息子の義人がいた。市村洋子一座は夫の残した台本、むら雲長五郎を上演し、全国を回っていたが、母親の任侠劇を見て育った義人は不良と付き合うようになる。洋子は息子の教育のため劇団の解散を決意するが、最後の舞台の最中に義人が鉄砲水に巻き込まれる。なんとか義人を助け出した洋子は、脳に障害を負って寝たきりになってしまう。

#### マンションOBA（春らんまんの花の色・耳鴉・でんでこでん）
- 『週刊少年ジャンプ』1972年3月20日号・4月17日号・5月15日号・6月19日号所載
- 武蔵野の住宅地開発で住処を追われた妖怪たちは、そのまま新しく建てられたマンションの住人となる。人間への復讐を企てる妖怪たちは、家出少年のタカシを不良として教育して、悪事の限りを尽くさせるという計画を立てるが、妖怪たちは次第にタカシへ情が移ってくる。

#### 荒野の七ひき
- 『週刊少年ジャンプ』1972年7月17日号所載
- PEGPP（汎地球防衛警察同盟）の決死隊員である潮と味島は、砂漠に着陸した異星人を捉えるが、操作ミスにより車が吹っ飛んでしまう。異星人たちと砂漠に投げ出された潮と味島は、オアシスに向かって歩いていくうちに、異星人たちに心を開いてゆく。

#### 泥だらけの行進
- 『週刊少年ジャンプ』1972年8月14日号所載
- ライオンブックスの短編漫画作品の1つだが、1997年時点で唯一の単行本未収録作品である[13]。
- ある小学校で給食のパンを食べた子供たちの耳、目、脳が不自由になってしまう事件がおきた。警視庁の刑事と名乗る東は、3年前のこの事件を捜査に乗り出すことにした。東は、この病気に感染したことがある少年が母親と住む家に泊まり込んで捜査を開始するが、「ふくろう党」という犯罪組織に捕まってしまう。「ふくろう党」は食糧危機を防ぐために人類淘汰を目論む組織であり、小学校の子供たちが病気になったのは「ふくろう党」が開発した毒薬の実験だった。東の泊まっていた家の少年と母親は実は「ふくろう党」のメンバーで、親子のふりをして東の動きを探っていたのだ。だが、東の大暴れで「ふくろう党」は壊滅。新聞記者に囲まれた東は「ぼくは…天国から派遣された刑事なんです」と語ったところ医者が現れ、東は病院から脱走した誇大妄想症の患者だと告げた。東は医者に連れ去られ、抵抗しながら「なんでぼくが狂っているんだ! ぼくは正義の味方なんだ。正義の味方!!」と叫ぶのであった。

#### ミューズとドン
- 『週刊少年ジャンプ』1972年9月18日号・10月16日号・11月20日号所載
- ナイル川のダム建設現場で、作業員が「ミューズ」にかみ殺される事件が多発する。ミューズとはアゾスス神殿に住み着いたメスヒョウのことで、五つの超能力を持つとして恐れられていた。ミューズ退治のため、ダム建設委員会に3頭の犬が呼び寄せられる。永野正（編集長・長野規のもじり）の飼い犬、ドンもそのうちの一匹であった。ドンはミューズと相まみえるうちに、ミューズの秘密を知る。

#### 成功のあまきかおり
- 『週刊少年ジャンプ』1972年12月18日号+25日号所載
- 本作は、手塚治虫漫画全集のうち「ライオンブックス」ではなく、239巻「ショート・アラベスク」（ISBN 4-06-173239-0）に収録されている。同巻のあとがきで手塚は、「なぜ少年誌にこのような作品を描いたのか自分でもよくわかりません。駄作です。」と述べている。
- 男よりも女の方が強い世の中で、とある亭主は学生たちの実験台にされる。その結果、男は放屁をすると女をうっとりさせるガスを放出する体質になってしまう。日本中が彼を取り合うようになり、はてはハイジャック犯に拉致される羽目になる。なんとか脱出した男は、満場の公会堂でささやかな抵抗を試みる。

#### はるかなる星
- 『週刊少年ジャンプ』1973年1月22日号所載
- 火星開拓士は過酷な環境に合わせ、脳髄をサイボーグに移し替え、元の体には電子頭脳がはめこまれて保存してある。ある時、大和田明の肉体が電子頭脳を組み込んだまま地球に脱走する。サイボーグ体のままの大和田は、自分の体を追って地球に向かう。

#### 奇動館
- 『週刊少年ジャンプ』1973年2月19日号所載
- 奇動館は、なんでも好きなことのできる私塾。生徒たちは、思い思いの研究に打ち込んでいる。ある日そこへ中浜好太郎という侍が講師として赴任してくるが、あべこべに生徒として教えられる羽目になる。

## 単行本
ライオンブックス全話を網羅した単行本は存在しない。「双生児殺人事件」は代筆部分が多かったため長らく再録されず、2008年発行の復刻名作漫画シリーズにて初収録された。1972年08月14日号収録の「泥だらけの行進」だけは、2008年現在どの単行本にも未収録である。
- ベストコミックス『ライオンブックス』（虫プロ商事）全4巻
  - 週刊少年ジャンプ版を中心に収録しているが、ライオンブックス以外の作品も含まれている[14]。
- 手塚治虫漫画全集『ライオンブックス』（講談社）全7巻
  - 1～5巻（MT61～65）に週刊少年ジャンプ版、6・7巻（MT275, 276）におもしろブック版が収録されている。一部未収録の作品がある。なお手塚治虫漫画全集では、ライオンブックス以外に長野の依頼によって「少年ジャンプ」に掲載された読み切り作品を中心に、「タイガーブックス」と銘打って収録している[2][15]。
- 集英社文庫『手塚治虫名作集2～6、19～20』（集英社）
- 復刻名作漫画シリーズ『おもしろブック版 ライオンブックス』（小学館クリエイティブ）全2巻
- 手塚治虫文庫全集『ライオンブックス』（講談社）全4巻
  - BT-028～030に週刊少年ジャンプ版、BT-134におもしろブック版が収録されている。手塚治虫漫画全集に収録されていなかった「ブタのヘソのセレナーデ」「月と狼たち」が収録されている。

## アニメ化作品
手塚プロダクションにおいて、1983年から1993年にかけ、アニメ全6本が「ライオンブックス」シリーズとして製作された。26本の作品を製作し、それが揃ったところでテレビ公開するという名目で制作されたが、完成していた4本が1989年7月20日にNHKエンタープライズよりビデオグラムとして発売された。手塚生前に制作された4本は手塚治虫本人が監督している。下記の内、手塚没後の1990年代に製作された「安達が原」は映画館で公開、「悪右衛門」は映画祭で上映され、その後にビデオグラム化された。「ライオンブックス」と銘打っているものの、漫画版ライオンブックスから取られているのは全6話中、「緑の猫」と「安達が原」のみである。（ただし、「荒野の七ひき」も企画段階で候補に挙がっていた。）

### 各作品詳細
緑の猫
1983年10月完成
雨ふり小僧
1983年12月24日完成
るんは風の中
1985年4月13日完成
山太郎かえる
1986年8月15日完成
安達が原
1991年11月16日にテアトル池袋で公開
悪右衛門
1993年7月16日完成
このほか、『森の伝説』第一楽章は「モモンガのムサ」を原作としている。